# Richard von Friesen

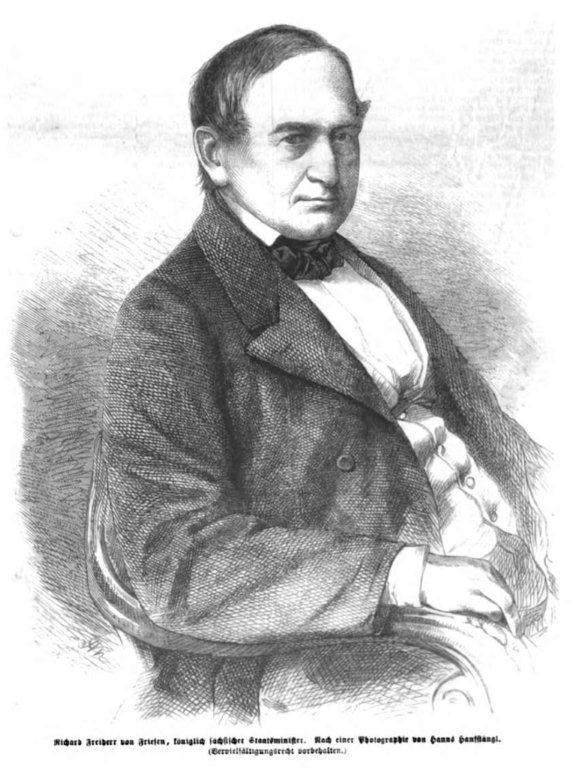
Richard von Friesen, 1868. Grafik von Adolf Neumann.

Richard Freiherr von Friesen (* 9. August 1808 in Thürmsdorf, Sächsische Schweiz; † 25. Februar 1884 in Dresden) war ein deutscher Politiker. Er war von 1849 bis 1852 Innen-, von 1858 bis 1876 Finanz-, von 1866 bis 1876 Außenminister sowie von 1871 bis 1876 Vorsitzender des Gesamtministeriums (Regierungschef) des Königreichs Sachsen.

## Leben
Friesen, der der alten sächsischen Adelsfamilie Friesen entstammte, studierte ab 1825 an der Bergakademie Freiberg, wo er sich dem Corps Montania anschloss, und wirkte bei der Geognostischen Landesuntersuchung Sachsens mit. Er entschied sich jedoch gegen eine weitere Laufbahn als Geologe und nahm 1829 weitere Studien in Göttingen und Leipzig auf, die er 1832 abschloss.
Ab 1834 war Friesen im sächsischen Staatsdienst. Während des Dresdner Maiaufstandes wurde der vortragende Rat in Ministerium des Innern am 6. Mai 1849 zum Innenminister ernannt. Nachdem Friesen im Oktober 1852 wegen Konflikten um die innerdeutsche Handelspolitik aus dem Amt entlassen worden war, erhielt er im Juni 1853 seine Berufung zum Kreisdirektor in Zwickau. 1858 wurde Richard von Friesen zum Finanzminister des Königreiches Sachsen ernannt. Friesen galt dabei als Kritiker des Ministerpräsidenten Friedrich Ferdinand von Beust, dem erklärten Gegenspieler Bismarcks.

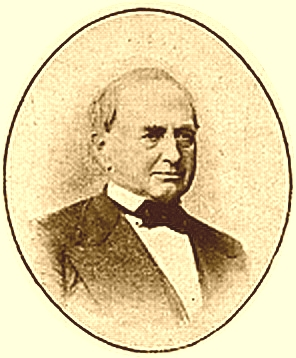
Richard Freiherr von Friesen, Fotografie um 1870

Während des Preußisch-Österreichischen Krieges von 1866 gehörte er der Landeskommission an, die während der Abwesenheit Johanns I. die Regierungsgeschäfte wahrnahm. In dieser Eigenschaft unterzeichnete Friesen in Berlin am 21. Oktober 1866 den Friedensvertrag zwischen Sachsen und Preußen. Im gleichen Jahr erfolgte seine Ernennung zum Außenminister. 
Im Jahre 1869 wurde Friesen auch das Amt des Generaldirektors der Sammlungen für Kunst und Wissenschaft in Dresden übertragen.
Als sächsischer Außenminister reiste Friesen im Oktober 1870 gemeinsam mit Rudolph von Delbrück nach Versailles und nahm an den Verhandlungen und Vertragsabschlüssen mit Hessen, Baden und Württemberg zur Reichseinigung teil.
Als Nachfolger Johann Paul von Falkensteins  wurde Friesen am 1. Oktober 1871 der Vorsitz im Gesamtministerium (Ministerpräsident) übertragen, dessen Amtsgeschäfte er bis zu seinem Eintritt in den Ruhestand am 1. Oktober 1876 wahrnahm.
Seine 1880 erschienenen zweibändigen Memoiren Erinnerungen aus meinem Leben veranlassten Beust zu seiner Gegenschrift Erinnerungen zu Erinnerungen, die 1881 erschien. Auch der Historiker Theodor Flathe reagierte unter dem Titel Die Memoiren des Herrn von Friesen sehr kritisch auf das Werk. Ebenso warf Falkenstein Friesen in seinen Memoiren Ungenauigkeiten vor.
Richard Freiherr von Friesen war Ehrenbürger der Städte Dresden und Zwickau.